# Androctonus australis
Androctonus australis (лат.) — вид скорпионов из семейства Buthidae.

## Этимология
Видовой эпитет означает «южный», лат. australis.

## Описание и биология
Длина тела взрослых скорпионов 100—120 мм. Покровы светлые, жёлтые или (реже) с тёмными участками на концах педипальп и последних сегментах метасомы. Метасома очень массивная, богато скульптурированная. Питание составляют различные беспозвоночные.

## Распространение
Распространён в Африке (Алжир, Чад, Египет, Ливия, Мавритания, Сомали, Судан и Тунис) и Азии (Саудовская Аравия, Йемен, Пакистан, Израиль и восточная Индия).

## Опасность для человека
Яд данного вида скорпионов высокотоксичен, это один из самых опасных видов мировой скорпиофауны. Укол вызывает тяжёлое отравление и нередко приводит к смерти детей, пожилых и слабых здоровьем людей.